# 环肽

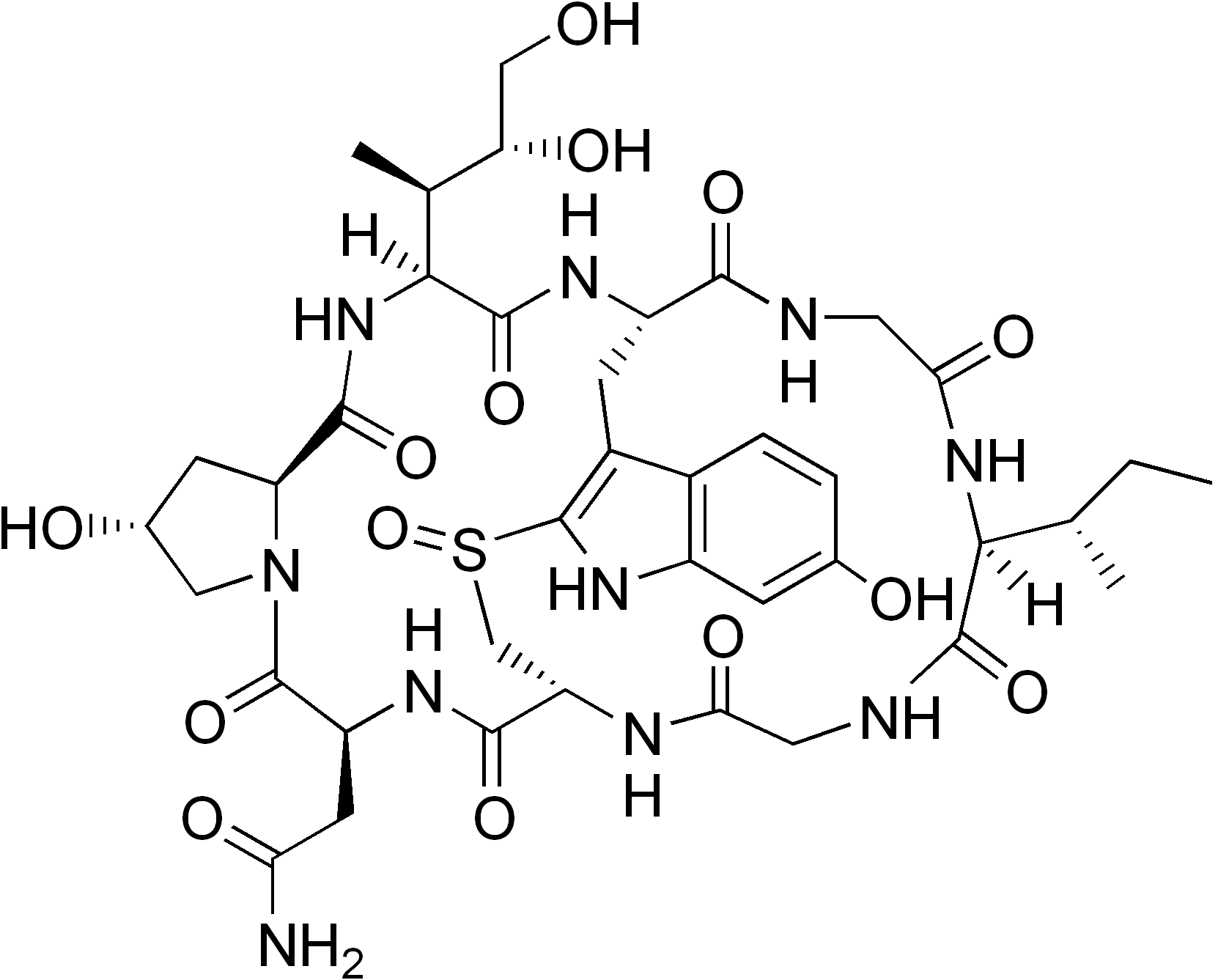
Α-鵝膏蕈鹼

杆菌肽

环孢素

环肽（cyclic peptide）是包含环状键序列的多肽链。 这可以通过肽的氨基和羧基末端之间的连接来实现，例如在环孢素中。 氨基端和侧链之间的连接，例如杆菌肽中的连接； 羧基末端和侧链，例如在粘菌素中； 或两个侧链或更复杂的排列方式，例如鹅膏毒肽。在自然界中已经发现了许多环肽，并且在实验室中已经合成了许多其他环肽。 它们的长度范围从仅两个到数百个氨基酸残基。 在自然界中，它们通常具有抗微生物或毒性； 在医学上，它们有多种应用，例如用作抗生素和免疫抑制剂。 薄层色谱法（Thin-Layer Chromatography , 缩写：TLC）是检测生物质粗提物中环肽的一种便捷方法。

## 生物合成
植物中的环肽是通过两步过程合成的。 线性肽链的翻译，以及随后通过蛋白酶样酶的活性或其他方式形成环状结构的方法。

## 外部連結
- Cybase （页面存档备份，存于）
- 醫學主題詞表（MeSH）：Cyclic+Peptides